# نهي
النهي بمعنى: طلب الكف عن شيء، ويقابله الأمر. وعرفه علماء أصول الفقه بأنه: «اقتضاء كف على جهة الاستعلاء». وظاهر النهي التحريم مع احتمال الكراهة. ويقصد بالنهي: ما نهى عنه الشرع، ويقابله: الأمر.
الأمر هو: طلب إيجاد الفعل.

النهي: طلب الاستمرار على عدم الفعل.
والقول: جنس يتناول الأمر والنهي، وغيرهما من أقسام الكلام.
- النهي: يقتضي طاعة المأمور لكن لا بفعل المأمور به بل بالكف عن المنهي عنه
- متعلق الطاعة في الأمر الفعل وفي النهي الكف.

## صيغة النهي
للنهي صيغة واحدة هي المضارع المقرون بلا ناهية.قد تخرج صيغة النهي عن معناه الحقيقي إلى معان أخرى تستفاد من السياق والقرائن كالتوبيخ والإرشاد والتمني والتهديد والتحقير وغيرها.
مثل:
- قول الله تعالى: ﴿واجتنبوا قول الزور﴾
- قوله تعالى: ﴿لا تقربوا الزنا﴾
- قوله تعالى: ﴿وذروا ما بقي من الربا﴾